# 67e cérémonie des Tony Awards
La 67e cérémonie des Tony Awards a eu lieu le 9 juin 2013 au Radio City Music Hall de New York et a été retransmise en direct à la télévision sur CBS. La cérémonie récompensait les productions de Broadway en cours pendant la saison 2012-2013 et avant le 25 avril 2013.

## Cérémonie
Neil Patrick Harris a présenté la cérémonie. C'était la quatrième fois qu'il animait l’événement.

### Présentateurs
Lors de la soirée, plusieurs personnalités se sont relayées pour annoncer les noms des gagnants dont les troupes de Chicago; Jersey Boys; Newsies; Once; Mamma Mia!; Rock of Ages; Spider-Man: Turn Off the Dark; Le Roi lion,.

### Prestations

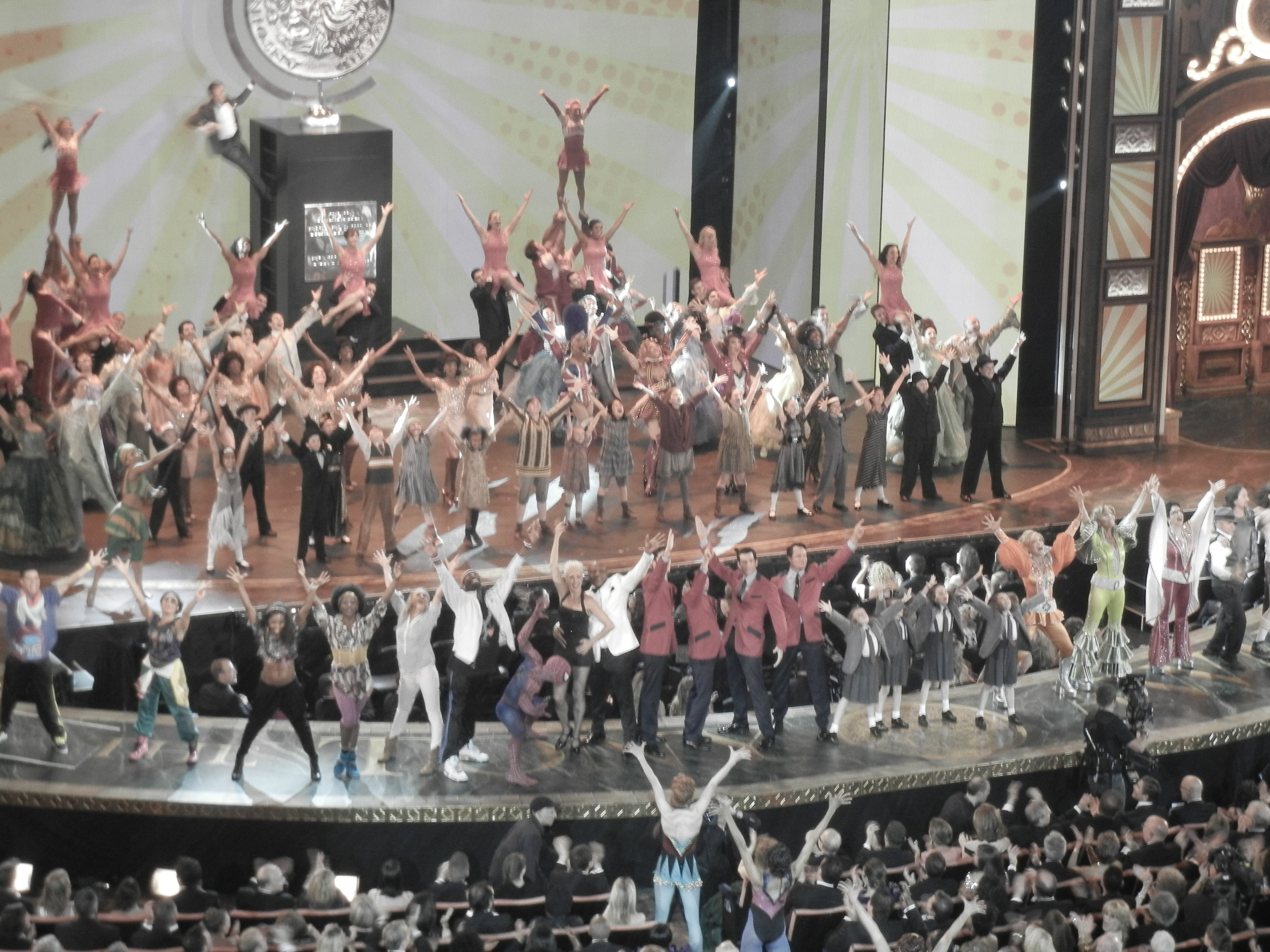
Final du numéro d'ouverture

Lors de la soirée, plusieurs troupes ont présenté des extraits des comédies musicales à l'affiche. L'ouverture a été faite par Neil Patrick Harris, entouré des troupes nommées lors de cette cérémonie. Le numéro d'ouverture comptait également la participation de Mike Tyson.
Parmi les comédies musicales représentées sur scène au cours de la soirée ;  
- Annie – It's the Hard Knock Life et Little Girls
- Bring It On: The Musical – It's All Happening
- A Christmas Story, The Musical – You'll Shoot Your Eye Out
- Cinderella – In My Own Little Corner, Impossible et Ten Minutes Ago
- Kinky Boots – Everybody Say Yeah
- Matilda The Musical – un medley et Revolting Children
- Motown The Musical – un medley
- Pippin – medley; Corner of the Sky et Magic to Do

Durant la séquence hommage "In Memoriam", Cyndi Lauper interpréta son titre de 1986 True Colors.
Le numéro de clôture, fut interprété par Neil Patrick Harris et Audra McDonald. Cette chanson spéciale sur la musique d'Empire State of Mind mentionnait les différents gagnants de la soirée.

## Palmarès
Les nominations ont été annoncés le 30 avril 2013,.
| Meilleure pièce | Meilleure comédie musicale |
| --- | --- |
| - Vanya and Sonia and Masha and Spike - The Assembled Parties - Lucky Guy - The Testament of Mary | - Kinky Boots - Bring It On: The Musical - A Christmas Story: The Musical - Matilda the Musical |
| Meilleure reprise d'une pièce | Meilleure reprise d'une comédie musicale |
| - Qui a peur de Virginia Woolf ? - Golden Boy - Orphans - The Trip to Bountiful | - Pippin - Annie - The Mystery of Edwin Drood - Cinderella |
| Meilleur acteur dans une pièce | Meilleure actrice dans une pièce |
| - Tracy Letts – Qui a peur de Virginia Woolf ? dans le rôle de George - Tom Hanks – Lucky Guy dans le rôle de Mike McAlary - Nathan Lane – The Nance dans le rôle de Chauncey - David Hyde Pierce – Vanya and Sonia and Masha and Spike dans le rôle de Vanya - Tom Sturridge – Orphans dans le rôle de Phillip                                    | - Cicely Tyson – The Trip to Bountiful dans le rôle de Miss Carrie Watts - Laurie Metcalf – The Other Place dans le rôle de Juliana Smithton - Amy Morton – Qui a peur de Virginia Woolf ? dans le rôle de Martha - Kristine Nielsen – Vanya and Sonia and Masha and Spike dans le rôle de Sonia - Holland Taylor – Ann as Ann Richards             |
| Meilleur acteur dans une comédie musicale | Meilleure actrice dans une comédie musicale |
| - Billy Porter – Kinky Boots dans le rôle de Lola - Bertie Carvel – Matilda the Musical dans le rôle de Miss Trunchbull - Santino Fontana – Cinderella dans le rôle de Prince Topher - Rob McClure – Chaplin dans le rôle de Charlie Chaplin - Stark Sands – Kinky Boots dans le rôle de Charlie Price                                             | - Patina Miller – Pippin dans le rôle du chanteur principal - Stephanie J. Block – The Mystery of Edwin Drood dans le rôle d'Edwin Drood / Miss Alice Nutting - Carolee Carmello – Scandalous dans le rôle d'Aimee Semple McPherson - Valisia LeKae – Motown: The Musical dans le rôle de Diana Ross - Laura Osnes – Cinderella dans le rôle d'Ella |
| Meilleur acteur de second rôle dans une pièce | Meilleure actrice de second rôle dans une pièce |
| - Courtney B. Vance – Lucky Guy dans le rôle de Hap Hairston - Danny Burstein – Golden Boy dans le rôle de Tokio - Richard Kind – The Big Knife dans le rôle de Marcus Hoff - Billy Magnussen – Vanya and Sonia and Masha and Spike dans le rôle de Spike - Tony Shalhoub – Golden Boy dans le rôle de M. Bonaparte                                | - Judith Light – The Assembled Parties dans le rôle de Faye - Carrie Coon – Qui a peur de Virginia Woolf ? dans le rôle d'Honey - Shalita Grant – Vanya and Sonia and Masha and Spike dans le rôle de Cassandra - Judith Ivey – The Heiress dans le rôle de Lavinia Penniman - Condola Rashād – The Trip to Bountiful dans le rôle de Thelma        |
| Meilleur acteur de second rôle dans une comédie musicale | Meilleure actrice de second rôle dans une comédie musicale |
| - Gabriel Ebert – Matilda the Musical dans le rôle de M. Wormwood - Charl Brown – Motown: The Musical dans le rôle de Smokey Robinson - Keith Carradine – Hands on a Hardbody dans le rôle de JD Drew - Will Chase – The Mystery of Edwin Drood dans le rôle de John Jasper / M. Clive Paget - Terrence Mann – Pippin dans le rôle de King Charles | - Andrea Martin – Pippin dans le rôle de Berthe - Annaleigh Ashford – Kinky Boots dans le rôle de Lauren - Victoria Clark – Cinderella dans le rôle de Marie/Marraine la fée - Keala Settle – Hands on a Hardbody dans le rôle de Norma Valverde - Lauren Ward – Matilda the Musical dans le rôle de Miss Jennifer "Jenny" Honey                    |
| Meilleur livret de comédie musicale | Meilleure partition originale |
| - Matilda the Musical – Dennis Kelly - A Christmas Story, The Musical – Joseph Robinette - Kinky Boots – Harvey Fierstein - Cinderella – Douglas Carter Beane | - Kinky Boots – Cyndi Lauper (musique et paroles) - A Christmas Story, The Musical – Benj Pasek et Justin Paul (musique et paroles) - Hands on a Hardbody – Trey Anastasio (musique) et Amanda Green (musique et paroles) - Matilda the Musical – Tim Minchin (musique et paroles)                                                                  |
| Meilleurs décors pour une pièce | Meilleurs décors pour une comédie musicale |
| - John Lee Beatty – The Nance - Santo Loquasto – The Assembled Parties - David Rockwell – Lucky Guy - Michael Yeargan – Golden Boy | - Rob Howell – Matilda the Musical - Anna Louizos – The Mystery of Edwin Drood - Scott Pask – Pippin - David Rockwell – Kinky Boots |
| Meilleurs costumes pour une pièce | Meilleurs costumes pour une comédie musicale |
| - Ann Roth – The Nance - Soutra Gilmour – Cyrano de Bergerac - Albert Wolsky – The Heiress - Catherine Zuber – Golden Boy | - William Ivey Long – Cinderella - Gregg Barnes – Kinky Boots - Rob Howell – Matilda the Musical - Dominique Lemieux – Pippin |
| Meilleures lumières pour une pièce | Meilleures lumières pour une comédie musicale |
| - Jules Fisher et Peggy Eisenhauer – Lucky Guy - Donald Holder – Golden Boy - Jennifer Tipton – The Testament of Mary - Japhy Weideman – The Nance | - Hugh Vanstone – Matilda the Musical - Kenneth Posner – Cinderella - Kenneth Posner – Kinky Boots - Kenneth Posner – Pippin |
| Meilleur son pour une pièce | Meilleur son pour une comédie musicale |
| - Leon Rothenberg – The Nance - John Gromada – The Trip to Bountiful - Mel Mercier – The Testament of Mary - Peter John Still et Marc Salzberg – Golden Boy | - John Shivers – Kinky Boots - Jonathan Deans et Garth Helm – Pippin - Peter Hylenski – Motown: The Musical - Nevin Steinberg – Cinderella |
| Meilleure mise en scène pour une pièce | Meilleure mise en scène pour une comédie musicale |
| - Pam MacKinnon – Qui a peur de Virginia Woolf ? - Nicholas Martin – Vanya and Sonia and Masha and Spike - Bartlett Sher – Golden Boy - George C. Wolfe – Lucky Guy | - Diane Paulus – Pippin - Scott Ellis – The Mystery of Edwin Drood - Jerry Mitchell – Kinky Boots - Matthew Warchus – Matilda the Musical |
| Meilleure chorégraphie | Meilleure orchestration |
| - Jerry Mitchell – Kinky Boots - Andy Blankenbuehler – Bring It On: The Musical - Peter Darling – Matilda the Musical - Chet Walker – Pippin | - Stephen Oremus – Kinky Boots - Christopher Nightingale – Matilda the Musical - Ethan Popp et Bryan Crook – Motown: The Musical - Danny Troob – Cinderella |

## Récompenses et nominations multiples

### Nominations multiples
- 13: Kinky Boots
- 12: Matilda the Musical
- 10: Pippin
- 9: Cinderella
- 8: Golden Boy
- 6: Lucky Guy, Vanya and Sonia and Masha and Spike
- 5: The Mystery of Edwin Drood, The Nance, Qui a peur de Virginia Woolf ?
- 4: Motown: The Musical, The Trip to Bountiful
- 3: The Assembled Parties, A Christmas Story, The Musical,  Hands on a Hardbody, The Testament of Mary
- 2: Bring It On: The Musical, The Heiress, Orphans

### Récompenses multiples
- 6: Kinky Boots
- 5:  Matilda the Musical
- 4: Pippin
- 3: The Nance, Qui a peur de Virginia Woolf ?
- 2: Lucky Guy

NOTE:  Matilda the Musical remporta un prix spécial pour la performance des enfants jouant le rôle de Matilda.

## Autres récompenses
Le prix Tony Honors for Excellence in the Theatre a été décerné au maire de New York Michael Bloomberg, à Career Transition For Dancers, à William "Bill" Craver, à Peter Lawrence (Production Stage Manager) et à The Lost Colony (Roanoke Island).
Le Special Tony Award pour l'ensemble de sa carrière a été décerné à Bernard Gersten, producteur exécutif du Lincoln Center Theater, au décorateur Ming Cho Lee, et à Paul Libin, vice président de Jujamcyn Theaters.
Larry Kramer a reçu le prix Isabelle Stevenson Award pour son action et son statut de cofondateur de "Gay Men's Health Crisis".
The Huntington Theater Company de Boston (Massachusetts) fut récompensé du Regional Theatre Tony Award.